# Matías de Irigoyen
Matías Miguel de Irigoyen (Buenos Aires, Vice-royauté du Río de la Plata, 1781 ― Buenos Aires, Argentine, 1839) était un militaire et homme politique argentin.

## Biographie
Dans sa jeunesse, il se rendit en Espagne, et prit part à la bataille de Trafalgar en 1805, dont il sortit blessé. Revenu à Buenos Aires en 1809, il s’engagea dans la révolution de Mai de 1810. Il fut le premier ambassadeur nommé par le nouveau gouvernement revolutionnaire à être envoyé en Europe. Après un passage par Rio de Janeiro, où il eut un entretien avec l’ambassadeur de Grande-Bretagne, Lord Strangford, il poursuivit sa route vers Londres. Du reste, il n’obtint dans la capitale britannique qu’un succès très relatif, et revint bientôt à Buenos Aires.
Lorsque fut créé, le 2 mars 1812, le Régiment d’artillerie de la Patrie, Matías de Irigoyen s’y enrôla avec le grade de sergent-major. Il participa à la Deuxième Expédition libératrice de la bande Orientale à la tête de la division d’artillerie.
Entre les 18 et 20 avril 1815, à la suite du renversement du Directeur suprême Carlos María de Alvear, il entra, conjointement avec José de San Martín et Manuel de Sarratea, dans la composition de l’éphémère troisième triumvirat, à l’existence duquel mit fin la nomination d’Ignacio Álvarez Thomas comme Directeur suprême.
En juillet 1816, il fit partie, avec Antonio de Escalada (le beau-père de José de San Martín), de la Commission supérieure de gouvernement, jusqu’à l’avènement de Juan Martín de Pueyrredón, nommé par le congrès de Tucumán à la fonction de Directeur suprême.
Entre 1817 et 1820, il assuma la charge de ministre de la Guerre et de la Marine des Provinces-Unies du Río de la Plata, sous les gouvernements successifs de Juan Martín de Pueyrredón, José Rondeau et Juan Pedro Aguirre. Après la bataille de Cepeda en février 1820, il fut nommé gouverneur-intendant de Buenos Aires (du 9 au 11 février), puis, après la dissolution du Directoire et la constitution d’États provinciaux quasi indépendants, élu gouverneur provisoire de la nouvelle province de Buenos Aires, fonction qu’ill exercera entre les 11 et 18 février 1820, jusqu’à la prise de fonction de Manuel de Sarratea. Le 9 mars de cette même année, pendant l’absence du gouverneur Juan Ramón González de Balcarce, le Dr. Miguel Mariano de Villegas lui confia la charge de délégué pour la défense intérieure, tout en mettant en place dans le même temps un tribunal de vigilance.